# Главный судья Канады
Гла́вный судья́ Кана́ды (англ. Chief Justice of Canada, фр. Juge en chef du Canada) заседает на скамье Верховного суда рядом с восемью младшими судьями. Он председательствует на обсуждениях, заслушиваемых перед высшим трибуналом страны. Главному судье Конституцией 1867 года предоставлен ряд полномочий и привилегий.

## Назначение и старшинство
Главный судья Канады назначается генерал-губернатором по рекомендации премьер-министра. Это назначение производится патентными письмами генерал-губернатора в совете. К тому же, ему пожизненно присваивается титул «достопочтенный». В протокольной лестнице, введённой в Канаде, он располагается точно после премьер-министра и перед председателем Сената.
Чтобы быть назначенным судьёй Верховного суда, каждый кандидат должен заседать в качестве судьи Высшего провинциального суда или быть членом адвокатуры провинции по меньшей мере десять лет.
После избрания Стивена Харпера премьер-министром Канады он начал предлагать изменения в назначение судей этого Суда, чтобы проводить это с участием депутатов Палаты. В самом деле, менее чем через год кандидаты, предложенные премьер-министром, должны подвергнуться допросу парламентского комитета. Этот комитет даст рекомендации правительству, хотя оно по-прежнему сохраняет право пренебречь его рекомендациями и назначить кандидата, которого оно выбрало само.

## История
Первым человеком, занявшим этот пост, был почтенный Уильям Бьюэл Ричардс. Он дал присягу 8 ноября 1875 в Сенате, вместе с пятью младшими судьями Верховного суда. Он вышел в отставку 10 января 1879, то есть лишь через три года после назначения на этот пост.
В настоящее время с 18 декабря 2017 года обязанности главного судьи Канады исполняет достопочтенный Ришар Вагнер. Господин Вагнер был назначен судьёй в Верховный суд Канады 12 октября 2012 года.

## Мандат ипринятие присяги
Судьи Верховного суда, включая главного судью, занимают свои должности несменяемо, иными словами, пожизненно. Между тем, закон определяет, что судья не может законно исполнять свои обязанности по достижении 75 лет.
В начале каждого мандата главный судья и другие судьи Суда должны официально присягнуть: «Я, (имя), клянусь преданно, добросовестно и как нельзя лучше исполнять свои функции главного судьи (или судьи) Верховного суда Канады. Да поможет мне Бог».
В определённом особенном случае генерал-губернатор Канады может освободить от должности судью Верховного суда, включая главного судью Канады:  по обращению Сената и Палаты общин.

## Роль и служебные обязанности
Кроме заседания в качестве судьи в Верховном суде, главный судья Канады берёт на себя определённую административную работу. В этом ему помогают служащий и секретарь Суда.
В случае смерти или отставки генерал-губернатора или если он покидает страну более чем на месяц, главный судья Канады исполняет обязанности администратора Канады и наделяется всеми полномочиями и привилегиями генерал-губернатора Канады.
После принятия конституции 1867 лишь четыре главных судей были обязаны взять на себя эту обязанность. В 1940 вследствие смерти генерал-губернатора лорда Туидсмьюр-д’Элсфилдского обязанности администратора Канады исполнял достопочтенный Лайман Пур Дафф. Также, после смерти начальника штаба, генерал-губернатора достопочтенного Жоржа Филиаса Ванье в 1967, управлять Канадой пришлось достопочтенному Роберу Ташро. Действующий судья Канады достопочтенная Беверли Маклаклин начала службу в качестве администратора Канады 8 июля 2005, когда генерал-губернатор Адриенна Кларксон была помещена в больницу для установки кардиостимулятора, но должна была отказаться от своей власти, когда здоровье генерал-губернатора улучшилось. С 21 января администратором Канады является Ришар Вагнер.

## Хронология главных судей Канады
| Имя                      | Провинция             | Срок                         |
| ------------------------ | --------------------- | ---------------------------- |
| Сэр Уильям Бьюэл Ричардс | Онтарио               | 30.09.1875 — 10.01.1879      |
| Сэр Уильям Джонстон Ричи | Нью-Брансуик          | 11.01.1879 — 25.09.1892      |
| Сэр Сэмюел Генри Стронг  | Онтарио               | 13.12.1892 — 18.11.1902      |
| Сэр Анри-Эльзеар Ташро   | Квебек                | 21.11.1902 — 02.05.1906      |
| Сэр Чарльз Фицпатрик     | Квебек                | 04.06.1906 — 21.10.1918      |
| Сэр Луи Генри Дэвис      | Остров Принца Эдуарда | 23.12.1918 — 01.05.1924      |
| Фрэнсис Александр Энглин | Онтарио               | 16.09.1924 — 28.02.1933      |
| Сэр Лаймен Пур Дафф      | Британская Колумбия   | 17.03.1933 — 07.01.1944      |
| Тибодо Ренфре            | Квебек                | 08.01.1944 — 22.06.1954      |
| Патрик Кервин            | Онтарио               | 01.07.1954 — 02.02.1963      |
| Робер Ташро              | Квебек                | 22.04.1963 — 01.09.1967      |
| Джон Роберт Картрайт     | Онтарио               | 01.09.1967 — 23.03.1970      |
| Жеральд Фотё             | Квебек                | 23.03.1970 — 23.12.1973      |
| Бора Ласкин              | Онтарио               | 27.12.1973 — 26.03.1984      |
| Брайан Диксон            | Манитоба              | 18.04.1984 — 30.06.1990      |
| Антонио Ламер            | Квебек                | 01.07.1990 — 06.01.2000      |
| Беверли Маклаклин        | Британская Колумбия   | 07.01.2000 — 15.12.2017      |
| Ришар Вагнер             | Квебек                | 18.12.2017 — настоящее время |